# Еротичний танець

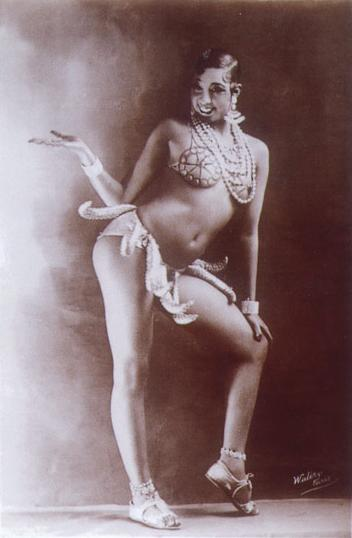
Жозефіна Бейкер в легендарній танцювальній постановці

Еротичний танець — це танець, який забезпечує еротичну розвагу й метою якого є стимулювання еротичних або сексуальних думок або дій у глядачів. Еротичний танець — одна з декількох основних танцювальних категорій, заснованих на цілі, таких як церемоніальний танець, змагальний танець, танець участі, сценічний танець і соціальний танець.
Одяг еротичної танцівниці часто мінімальний і може поступово зменшуватися або повністю усуватися. У деяких штатах США, де демонстрація сосків або геніталій є незаконною, танцівниця може носити стрінги, щоб залишатися в межах закону.
Оголеність, однак, не є обов'язковою умовою еротичного танцю. Культура і здатності людського тіла є значущою естетичної складової в багатьох танцювальних стилях.

## Класифікація

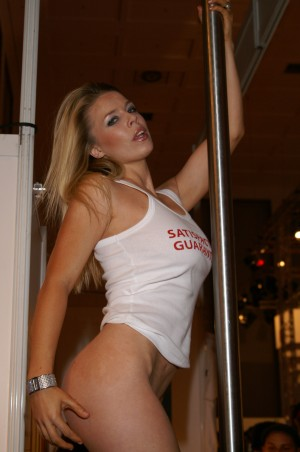
Популярна танцівниця Келлі Стаффорд

Еротичні танці включають такі танцювальні форми та стилі:
- канкан
- гоу-гоу
- танець живота
- mujra[en]
- sexercise[en]
- стриптиз (екзотичний танець)
  - танець на пілоні
  - танець з кульою[en]
  - фан-денс[en]
  - Gown-and-glove[en]
  - Lap dance
  - танець семи вуалей[en]
  - настільний танець[en]
- Grinding[en]
- тверкінг

Еротичні танці іноді помилково евфемізуються як екзотичні танці: хоча є перетин, це не одне і те ж; не всі екзотичні танці еротичні, і навпаки.

## Див. також

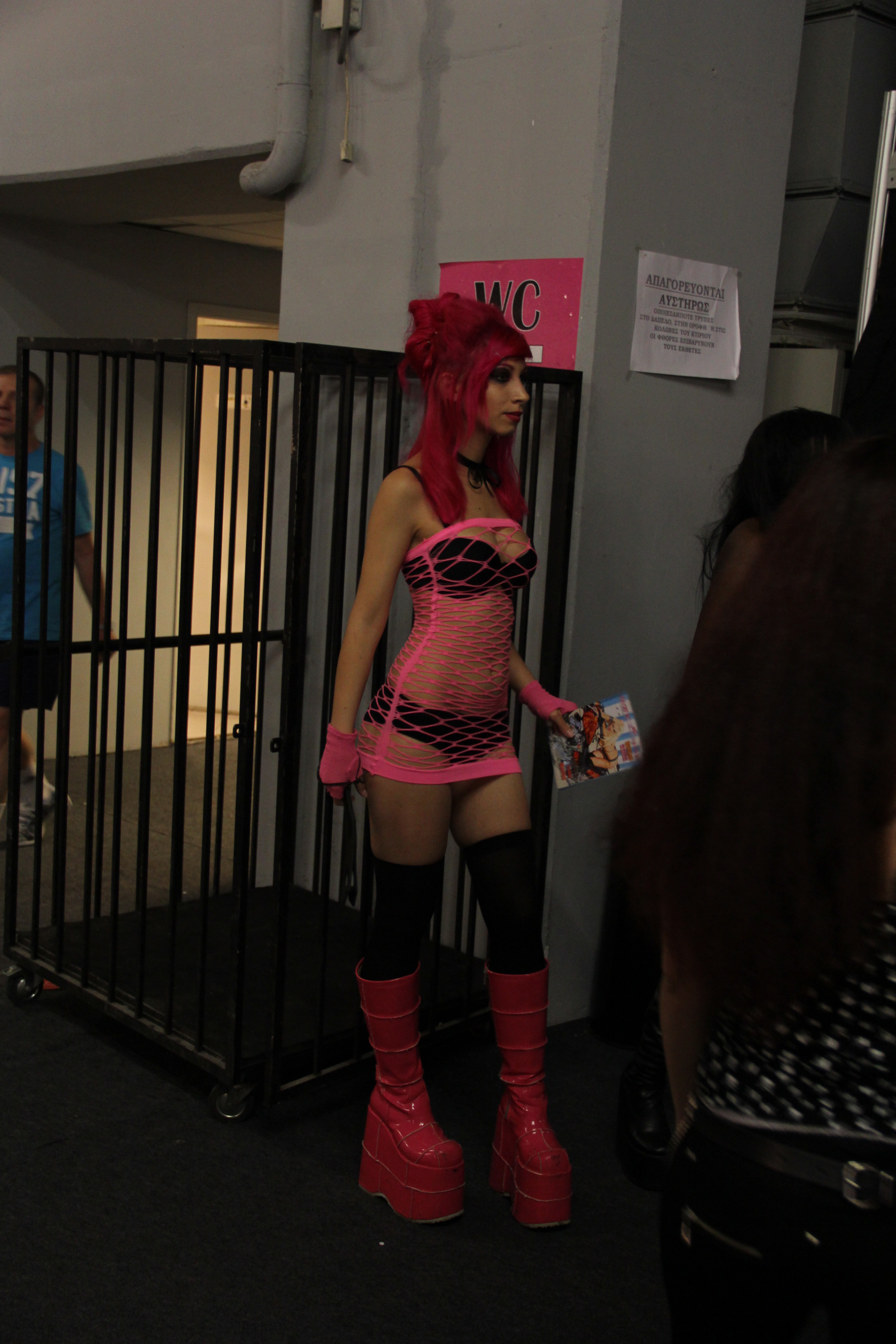
на конференції з розваг для дорослих Erotic Dream в Афінах, Греція, 2012